# Flama Atlético Clube
Flama Atlético Clube foi uma agremiação esportiva brasileira, sediada em Taguatinga, no Distrito Federal.

## História
O clube disputou o Departamento Autônomo da Federação Desportiva de Brasília em 1967, após o campeonato se licenciou. Retornou as disputas em 1969 após um ano afastado. Em 1969 conquista o torneio "Fulvio Virgine Machado", derrotando a Portuguesa do Núcleo Bandeirante na final.

## Estatísticas

### Participações
| Competição                | Competição            | Temporadas | Melhor campanha           | Estreia | Última | P | R |
| Distrito Federal (Brasil) | Departamento Autônomo | 2          | Desconhecido (Duas vezes) | 1967    | 1969   | – | – |